# American Hockey League
American Hockey League (česky Americká hokejová liga) je hokejová liga v severní Americe. Založena byla v roce 1936. Každé z 32 mužstev AHL má podepsanou dohodu o spolupráci s jedním mužstvem z NHL. V soutěži působí 26 amerických a šest kanadských klubů. Ligové vedení má své sídlo ve Springfieldu v Massachusetts a v jeho čele stojí Scott Howson.
Šampion je každý rok oceněn Calder Cupem, pojmenovaným po prvním prezidentovi NHL Frankovi Calderovi. Posledním vítězem AHL se stal klub Charlotte Checkers. Celek Hershey Bears je s dvanácti primáty nejúspěšnějším klubem v historii soutěže.
Soutěž je od roku 2001 nejsledovanější severoamerickou ligou v ledním hokeji po NHL. Do té doby se musela o přízeň dělit s konkurenční IHL, která ovšem kvůli finanční nestabilitě ukončila činnost. Šestice klubů ze zaniklé konkurentky se přesunula do AHL.
Sezona 2019/20 se nedohrála kvůli pandemii koronaviru a nový ročník začal 5. února 2021 s upraveným složením divizí, trojice klubů sezonu 2020/21 vynechala.

## Týmy v sezoně 2023/2024
Spolupracující kluby z NHL jsou uvedeny v závorce.
| Východní konference Atlantická divize Bridgeport Islanders ( New York Islanders ) Charlotte Checkers ( Florida Panthers ) Hartford Wolf Pack ( New York Rangers ) Hershey Bears ( Washington Capitals ) Lehigh Valley Phantoms ( Philadelphia Flyers ) Providence Bruins ( Boston Bruins ) Springfield Thunderbirds ( St. Louis Blues ) Wilkes-Barre/Scranton Penguins ( Pittsburgh Penguins ) Severní divize Belleville Senators ( Ottawa Senators ) Cleveland Monsters ( Columbus Blue Jackets ) Laval Rocket ( Montreal Canadiens ) Rochester Americans ( Buffalo Sabres ) Syracuse Crunch ( Tampa Bay Lightning ) Toronto Marlies ( Toronto Maple Leafs ) Utica Comets ( New Jersey Devils ) | Západní konference Centrální divize Chicago Wolves ( Carolina Hurricanes ) Grand Rapids Griffins ( Detroit Red Wings ) Iowa Wild ( Minnesota Wild ) Manitoba Moose ( Winnipeg Jets ) Milwaukee Admirals ( Nashville Predators ) Rockford IceHogs ( Chicago Blackhawks ) Texas Stars ( Dallas Stars ) Pacifická divize Abbotsford Canucks ( Vancouver Canucks ) Bakersfield Condors ( Edmonton Oilers ) Calgary Wranglers ( Calgary Flames ) Coachella Valley Firebirds ( Seattle Kraken ) Colorado Eagles ( Colorado Avalanche ) Henderson Silver Knights ( Vegas Golden Knights ) Ontario Reign ( Los Angeles Kings ) San Diego Gulls ( Anaheim Ducks ) San Jose Barracuda ( San Jose Sharks ) Tucson Roadrunners ( Arizona Coyotes ) |

## Trofeje a ocenění
(udělují se každou sezonu)
| - Les Cunningham Award – Nejužitečnější hráč (od sezony 1947–48) - John B. Sollenberger Trophy – Nejproduktivnější hráč (od sezony 1947–48) - Willie Marshall Award – Nejlepší střelec (od sezony 2003–04) - Dudley „Red“ Garrett Memorial Award – Nejlepší nováček (od sezony 1947–48) - Eddie Shore Award – Nejlepší obránce (od sezony 1958–59) - Aldege „Baz“ Bastien Memorial Award – Nejlepší brankář (od sezony 1983–84) - Harry „Hap“ Holmes Memorial Award – Pro brankáře nejméně inkasujícího týmu (od sezony 1947–48) - Louis A. R. Pieri Memorial Award – Nejlepší trenér (od sezony 1967–68) - Fred T. Hunt Memorial Award – Cena za sportovní chování (od sezony 1977–78) - Yanick Dupre Memorial Award – Ocenění za charitativní činnost (od sezony 1997–98) - Jack A. Butterfield Trophy – Nejužitečnější hráč playoff (od sezony 1983–84) - Michael Condon Memorial Award – Nejlepší rozhodčí (od sezony 2001-02) | - Calderův pohár – vítěz playoff (od sezony 1936-37) - Richard F. Canning Trophy – vítěz playoff Východní konference (od sezony 1989-90) - Robert W. Clarke Trophy – vítěz playoff Západní konference (od sezony 1989-90) - Macgregor Kilpatrick Trophy – vítěz základní části ligy (od sezony 1997-98) - Frank Mathers Trophy – vítěz základní části Východní konference (od sezony 1995-96) - Norman R. „Bud“ Poile Trophy – vítěz základní části Západní konference (od sezony 2001-02) - Emile Francis Trophy – vítěz Atlantické divize (od sezony 2001-02) - F. G. "Teddy" Oke Trophy – vítěz Severní divize (od sezony 1936-37) - Sam Pollock Trophy – vítěz Centrální divize (od sezony 1995-96) - John D. Chick Trophy – vítěz Pacifické divize (od sezony 1961–62) |

- také se vyhlašují ke každému ročníku dva All star týmy a All-Rookie Team

## Přehled finále soutěže
| Sezona    | Vítěz                                               | Finálová série                                      | Finalista                                           | Čeští hokejisté v kádru vítěze (play off)           |
| --------- | --------------------------------------------------- | --------------------------------------------------- | --------------------------------------------------- | --------------------------------------------------- |
| 1936/1937 | Syracuse Stars                                      | 3–1                                                 | Philadelphia Ramblers                               | Nikdo                                               |
| 1937/1938 | Providence Reds                                     | 3–1                                                 | Syracuse Stars                                      | Nikdo                                               |
| 1938/1939 | Cleveland Barons                                    | 3–1                                                 | Philadelphia Ramblers                               | Nikdo                                               |
| 1939/1940 | Providence Reds                                     | 3–0                                                 | Pittsburgh Hornets                                  | Nikdo                                               |
| 1940/1941 | Cleveland Barons                                    | 3–2                                                 | Hershey Bears                                       | Nikdo                                               |
| 1941/1942 | Indianapolis Capitals                               | 3–2                                                 | Hershey Bears                                       | Nikdo                                               |
| 1942/1943 | Buffalo Bisons                                      | 3–0                                                 | Indianapolis Capitals                               | Nikdo                                               |
| 1943/1944 | Buffalo Bisons                                      | 4–0                                                 | Cleveland Barons                                    | Nikdo                                               |
| 1944/1945 | Cleveland Barons                                    | 4–2                                                 | Hershey Bears                                       | Nikdo                                               |
| 1945/1946 | Buffalo Bisons                                      | 4–3                                                 | Cleveland Barons                                    | Nikdo                                               |
| 1946/1947 | Hershey Bears                                       | 4–3                                                 | Pittsburgh Hornets                                  | Nikdo                                               |
| 1947/1948 | Cleveland Barons                                    | 4–0                                                 | Buffalo Bisons                                      | Nikdo                                               |
| 1948/1949 | Providence Reds                                     | 4–3                                                 | Hershey Bears                                       | Nikdo                                               |
| 1949/1950 | Indianapolis Capitals                               | 4–0                                                 | Cleveland Barons                                    | Nikdo                                               |
| 1950/1951 | Cleveland Barons                                    | 4–3                                                 | Buffalo Bisons                                      | Nikdo                                               |
| 1951/1952 | Pittsburgh Hornets                                  | 4–2                                                 | Providence Reds                                     | Nikdo                                               |
| 1952/1953 | Cleveland Barons                                    | 4–3                                                 | Pittsburgh Hornets                                  | Nikdo                                               |
| 1953/1954 | Cleveland Barons                                    | 4–2                                                 | Hershey Bears                                       | Nikdo                                               |
| 1954/1955 | Pittsburgh Hornets                                  | 4–2                                                 | Buffalo Bisons                                      | Nikdo                                               |
| 1955/1956 | Providence Reds                                     | 4–0                                                 | Cleveland Barons                                    | Nikdo                                               |
| 1956/1957 | Cleveland Barons                                    | 4–1                                                 | Rochester Americans                                 | Nikdo                                               |
| 1957/1958 | Hershey Bears                                       | 4–2                                                 | Springfield Indians                                 | Nikdo                                               |
| 1958/1959 | Hershey Bears                                       | 4–2                                                 | Buffalo Bisons                                      | Nikdo                                               |
| 1959/1960 | Springfield Indians                                 | 4–1                                                 | Rochester Americans                                 | Nikdo                                               |
| 1960/1961 | Springfield Indians                                 | 4–0                                                 | Hershey Bears                                       | Nikdo                                               |
| 1961/1962 | Springfield Indians                                 | 4–1                                                 | Buffalo Bisons                                      | Nikdo                                               |
| 1962/1963 | Buffalo Bisons                                      | 4–3                                                 | Hershey Bears                                       | Nikdo                                               |
| 1963/1964 | Cleveland Barons                                    | 4–0                                                 | Quebec Aces                                         | Nikdo                                               |
| 1964/1965 | Rochester Americans                                 | 4–1                                                 | Hershey Bears                                       | Nikdo                                               |
| 1965/1966 | Rochester Americans                                 | 4–2                                                 | Cleveland Barons                                    | Nikdo                                               |
| 1966/1967 | Pittsburgh Hornets                                  | 4–0                                                 | Rochester Americans                                 | Nikdo                                               |
| 1967/1968 | Rochester Americans                                 | 4–2                                                 | Quebec Aces                                         | Nikdo                                               |
| 1968/1969 | Hershey Bears                                       | 4–1                                                 | Quebec Aces                                         | Nikdo                                               |
| 1969/1970 | Buffalo Bisons                                      | 4–0                                                 | Springfield Kings                                   | Nikdo                                               |
| 1970/1971 | Springfield Kings                                   | 4–0                                                 | Providence Reds                                     | Nikdo                                               |
| 1971/1972 | Nova Scotia Voyageurs                               | 4–2                                                 | Baltimore Clippers                                  | Nikdo                                               |
| 1972/1973 | Cincinnati Swords                                   | 4–1                                                 | Nova Scotia Voyageurs                               | Nikdo                                               |
| 1973/1974 | Hershey Bears                                       | 4–1                                                 | Providence Reds                                     | Nikdo                                               |
| 1974/1975 | Springfield Kings                                   | 4–1                                                 | New Haven Nighthawks                                | Nikdo                                               |
| 1975/1976 | Nova Scotia Voyageurs                               | 4–1                                                 | Hershey Bears                                       | Nikdo                                               |
| 1976/1977 | Nova Scotia Voyageurs                               | 4–2                                                 | Rochester Americans                                 | Nikdo                                               |
| 1977/1978 | Maine Mariners                                      | 4–1                                                 | New Haven Nighthawks                                | Nikdo                                               |
| 1978/1979 | Maine Mariners                                      | 4–0                                                 | New Haven Nighthawks                                | Nikdo                                               |
| 1979/1980 | Hershey Bears                                       | 4–2                                                 | New Brunswick Hawks                                 | Nikdo                                               |
| 1980/1981 | Adirondack Red Wings                                | 4–2                                                 | Maine Mariners                                      | Nikdo                                               |
| 1981/1982 | New Brunswick Hawks                                 | 4–1                                                 | Binghamton Whalers                                  | Nikdo                                               |
| 1982/1983 | Rochester Americans                                 | 4–0                                                 | Maine Mariners                                      | Nikdo                                               |
| 1983/1984 | Maine Mariners                                      | 4–1                                                 | Rochester Americans                                 | Nikdo                                               |
| 1984/1985 | Sherbrooke Canadiens                                | 4–2                                                 | Baltimore Skipjacks                                 | Nikdo                                               |
| 1985/1986 | Adirondack Red Wings                                | 4–2                                                 | Hershey Bears                                       | Nikdo                                               |
| 1986/1987 | Rochester Americans                                 | 4–3                                                 | Sherbrooke Canadiens                                | Nikdo                                               |
| 1987/1988 | Hershey Bears                                       | 4–0                                                 | Fredericton Express                                 | Nikdo                                               |
| 1988/1989 | Adirondack Red Wings                                | 4–1                                                 | New Haven Nighthawks                                | Nikdo                                               |
| 1989/1990 | Springfield Indians                                 | 4–2                                                 | Rochester Americans                                 | Nikdo                                               |
| 1990/1991 | Springfield Indians                                 | 4–2                                                 | Rochester Americans                                 | Nikdo                                               |
| 1991/1992 | Adirondack Red Wings                                | 4–3                                                 | St. John's Maple Leafs                              | Nikdo                                               |
| 1992/1993 | Cape Breton Oilers                                  | 4–1                                                 | Rochester Americans                                 | Vladimír Vůjtek                                     |
| 1993/1994 | Portland Pirates                                    | 4–2                                                 | Moncton Hawks                                       | nikdo                                               |
| 1994/1995 | Albany River Rats                                   | 4–0                                                 | Fredericton Canadiens                               | Jaroslav Modrý                                      |
| 1995/1996 | Rochester Americans                                 | 4–3                                                 | Portland Pirates                                    | Václav Varaďa                                       |
| 1996/1997 | Hershey Bears                                       | 4–1                                                 | Hamilton Bulldogs                                   | Josef Marha                                         |
| 1997/1998 | Philadelphia Phantoms                               | 4–2                                                 | Saint John Flames                                   | nikdo                                               |
| 1998/1999 | Providence Bruins                                   | 4–1                                                 | Rochester Americans                                 | nikdo                                               |
| 1999/2000 | Hartford Wolf Pack                                  | 4–2                                                 | Rochester Americans                                 | Tomáš Klouček, Milan Hnilička, Pavel Brendl         |
| 2000/2001 | Saint John Flames                                   | 4–2                                                 | Wilkes-Barre/Scranton Penguins                      | nikdo                                               |
| 2001/2002 | Chicago Wolves                                      | 4–1                                                 | Bridgeport Sound Tigers                             | Kamil Piroš, Libor Ustrnul, Zdeněk Blatný           |
| 2002/2003 | Houston Aeros                                       | 4–3                                                 | Hamilton Bulldogs                                   | Zbyněk Michálek, Ladislav Benýšek                   |
| 2003/2004 | Milwaukee Admirals                                  | 4–0                                                 | Wilkes-Barre/Scranton Penguins                      | Libor Pivko                                         |
| 2004/2005 | Philadelphia Phantoms                               | 4–0                                                 | Chicago Wolves                                      | nikdo                                               |
| 2005/2006 | Hershey Bears                                       | 4–2                                                 | Milwaukee Admirals                                  | Tomáš Fleischmann, Jakub Klepiš, Jakub Čutta        |
| 2006/2007 | Hamilton Bulldogs                                   | 4–1                                                 | Hershey Bears                                       | nikdo                                               |
| 2007/2008 | Chicago Wolves                                      | 4–2                                                 | Wilkes-Barre/Scranton Penguins                      | Karel Pilař, Ondřej Pavelec                         |
| 2008/2009 | Hershey Bears                                       | 4–2                                                 | Manitoba Moose                                      | Michal Neuvirth                                     |
| 2009/2010 | Hershey Bears                                       | 4–2                                                 | Texas Stars                                         | Michal Neuvirth                                     |
| 2010/2011 | Binghamton Senators                                 | 4–2                                                 | Houston Aeros                                       | nikdo                                               |
| 2011/2012 | Norfolk Admirals                                    | 4–0                                                 | Toronto Marlies                                     | Radko Gudas, Ondřej Palát                           |
| 2012/2013 | Grand Rapids Griffins                               | 4–2                                                 | Syracuse Crunch                                     | Petr Mrázek, Andrej Nestrašil                       |
| 2013/2014 | Texas Stars                                         | 4–1                                                 | St. John's IceCaps                                  | Radek Faksa, Matěj Stránský                         |
| 2014/2015 | Manchester Monarchs                                 | 4–1                                                 | Utica Comets                                        | Patrik Bartošák                                     |
| 2015/2016 | Cleveland Monsters                                  | 4–0                                                 | Hershey Bears                                       | Lukáš Sedlák                                        |
| 2016/2017 | Grand Rapids Griffins                               | 4–2                                                 | Syracuse Crunch                                     | Martin Frk, Tomáš Nosek, Filip Hronek               |
| 2017/2018 | Toronto Marlies                                     | 4–3                                                 | Texas Stars                                         | nikdo                                               |
| 2018/2019 | Charlotte Checkers                                  | 4–1                                                 | Chicago Wolves                                      | Martin Nečas                                        |
| 2019/2020 | sezona nedohrána kvůli pandemii koronaviru          | sezona nedohrána kvůli pandemii koronaviru          | sezona nedohrána kvůli pandemii koronaviru          | sezona nedohrána kvůli pandemii koronaviru          |
| 2020/2021 | klasické play off nehráno kvůli pandemii koronaviru | klasické play off nehráno kvůli pandemii koronaviru | klasické play off nehráno kvůli pandemii koronaviru | klasické play off nehráno kvůli pandemii koronaviru |
| 2021/2022 | Chicago Wolves                                      | 4–1                                                 | Springfield Thunderbirds                            | nikdo                                               |
| 2022/2023 | Hershey Bears                                       | 4–3                                                 | Coachella Valley Firebirds                          | nikdo                                               |
| 2023/2024 | Hershey Bears                                       | 4–2                                                 | Coachella Valley Firebirds                          | nikdo                                               |

## Přehled vítězů
| Klub                  | Tituly | Vítězné ročníky |
| --------------------- | ------ | --- |
| Hershey Bears         | 13     | 1946/1947, 1957/1958, 1958/1959, 1968/1969, 1973/1974, 1979/1980, 1987/1988, 1996/1997, 2005/2006, 2008/2009, 2009/2010, 2022/2023, 2023/2024 |
| Cleveland Barons      | 9      | 1938/1939, 1940/1941, 1944/1945, 1947/1948, 1950/1951, 1952/1953, 1953/1954, 1956/1957, 1963/1964                                             |
| Springfield Kings     | 7      | 1959/1960, 1960/1961, 1961/1962, 1970/1971, 1974/1975, 1989/1990, 1990/1991                                                                   |
| Rochester Americans   | 6      | 1964/1965, 1965/1966, 1967/1968, 1982/1983, 1986/1987, 1995/1996                                                                              |
| Buffalo Bisons        | 5      | 1942/1943, 1943/1944, 1945/1946, 1962/1963, 1969/1970                                                                                         |
| Providence Reds       | 4      | 1937/1938, 1939/1940, 1948/1949, 1955/1956 |
| Adirondack Red Wings  | 4      | 1980/1981, 1985/1986, 1988/1989, 1991/1992 |
| Chicago Wolves        | 3      | 2001/2002, 2007/2008, 2021/2022 |
| Pittsburgh Hornets    | 3      | 1951/1952, 1954/1955, 1966/1967 |
| Maine Mariners        | 3      | 1977/1978, 1978/1979, 1983/1984 |
| Nova Scotia Voyageurs | 3      | 1971/1972, 1975/1976, 1976/1977 |
| Philadelphia Phantoms | 2      | 1997/1998, 2004/2005 |
| Indianapolis Capitals | 2      | 1941/1942, 1949/1950 |
| Grand Rapids Griffins | 2      | 2012/2013, 2016/2017 |
| Providence Bruins     | 1      | 1998/1999 |
| Portland Pirates      | 1      | 1993/1994 |
| Norfolk Admirals      | 1      | 2011/2012 |
| Milwaukee Admirals    | 1      | 2003/2004 |
| Manchester Monarchs   | 1      | 2014/2015 |
| Charlotte Checkers    | 1      | 2018/2019 |
| Houston Aeros         | 1      | 2002/2003 |
| Hartford Wolf Pack    | 1      | 1999/2000 |
| Cleveland Monsters    | 1      | 2015/2016 |
| Cincinnati Swords     | 1      | 1972/1973 |
| Binghamton Senators   | 1      | 2010/2011 |
| Albany River Rats     | 1      | 1994/1995 |
| Toronto Marlies       | 1      | 2017/2018 |
| Sherbrooke Canadiens  | 1      | 1984/1985 |
| Saint John Flames     | 1      | 2000/2001 |
| New Brunswick Hawks   | 1      | 1981/1982 |
| Hamilton Bulldogs     | 1      | 2006/2007 |
| Cape Breton Oilers    | 1      | 1992/1993 |
| Texas Stars           | 1      | 2013/2014 |
| Syracuse Stars        | 1      | 1936/1937 |

## Utkání hvězd
První utkání hvězd American Hockey League se uskutečnilo v sezoně 1941/42, kdy se utkaly výběry konferencí soutěže. Událost se až do sezony 1954/55 neopakovala, každoročně se pak hrála do ročníku 1959/60. V té době se střetával vítěz Calder Cupu z předchozí sezony s výběrem zbytku AHL. V sezoně 1994/95 vedení soutěže tuto událost obnovilo a od té doby se nejlepší hráči AHL setkávali v novém formátu již pravidelně. Dovednostní soutěže se objevily poprvé v sezoně 1995/96. V letech 1995 a 1996 spolu hrál výběr Kanaďanů proti výběru Američanů. Poté proti sobě hrály tým PlanetUSA (složený z hráčů narozených mimo Kanadu) a Canada Team (výběr nejlepších kanadských hokejistů v soutěži).
V sezonách 2010/11-2014/15 se proti sobě stavěly výběry konferencí. V ročníku 2013/14 se výjimečně utkal výběr AHL s klubem švédské ligy Färjestads BK.
Od ročníku 2015/16 probíhá turnaj divizních výběrů.
| Sezona  | Aréna                                 | Město                | Vítěz                             | Počet gólů                        | Poražený                          | Počet gólů                        |
| ------- | ------------------------------------- | -------------------- | --------------------------------- | --------------------------------- | --------------------------------- | --------------------------------- |
| 2020/21 | Place Bell                            | Laval, QU            | zrušeno kvůli pandemii koronaviru | zrušeno kvůli pandemii koronaviru | zrušeno kvůli pandemii koronaviru | zrušeno kvůli pandemii koronaviru |
| 2019/20 | Toyota Arena                          | Ontario, CA          | Atlantická divize                 |                                   |                                   |                                   |
| 2018/19 | MassMutual Center                     | Springfield, MA      | Severní divize                    |                                   |                                   |                                   |
| 2017/18 | Adirondack Bank Center                | Utica, NY            | Severní divize                    |                                   |                                   |                                   |
| 2016/17 | PPL Center                            | Allentown, PA        | Centrální divize                  |                                   |                                   |                                   |
| 2015/16 | Oncenter War Memorial Arena           | Syracuse, NY         | Centrální divize                  |                                   |                                   |                                   |
| 2014/15 | Utica Memorial Auditorium             | Utica, NY            | Západní konference                | 14                                | Východní konference               | 12                                |
| 2013/14 | Mile One Centre                       | St. John's, NL       | Výběr AHL                         | 7                                 | Färjestads BK                     | 2                                 |
| 2012/13 | Dunkin' Donuts Center                 | Providence, RI       | Západní konference                | 7                                 | Východní konference               | 6                                 |
| 2011/12 | Boardwalk Hall                        | Atlantic City, NJ    | Západní konference                | 8                                 | Východní konference               | 7 (nájezdy)                       |
| 2010/11 | Giant Center                          | Hershey, PA          | Východní konference               | 11                                | Západní konference                | 8                                 |
| 2009/10 | Cumberland County Civic Center        | Portland, ME         | Canada                            | 10                                | PlanetUSA                         | 9 (nájezdy)                       |
| 2008/09 | DCU Center                            | Worcester, MA        | PlanetUSA                         | 14                                | Canada                            | 11                                |
| 2007/08 | Broome County Veterans Memorial Arena | Binghamton, NY       | Canada                            | 9                                 | PlanetUSA                         | 8 (nájezdy)                       |
| 2006/07 | Ricoh Coliseum                        | Toronto, ON          | PlanetUSA                         | 7                                 | Canada                            | 6                                 |
| 2005/06 | MTS Centre                            | Winnipeg, MB         | Canada                            | 9                                 | PlanetUSA                         | 4                                 |
| 2004/05 | Verizon Wireless Arena                | Manchester, NH       | PlanetUSA                         | 5                                 | Canada                            | 4 (nájezdy)                       |
| 2003/04 | Van Andel Arena                       | Grand Rapids, MI     | Canada                            | 9                                 | PlanetUSA                         | 5                                 |
| 2002/03 | Cumberland County Civic Center        | Portland, ME         | Canada                            | 10                                | PlanetUSA                         | 7                                 |
| 2001/02 | Mile One Stadium                      | St. John's, NF       | Canada                            | 13                                | PlanetUSA                         | 11                                |
| 2000/01 | First Union Arena at Casey Plaza      | Wilkes-Barre, PA     | Canada                            | 11                                | PlanetUSA                         | 10                                |
| 1999/00 | Blue Cross Arena                      | Rochester, NY        | Canada                            | 8                                 | PlanetUSA                         | 3                                 |
| 1998/99 | First Union Center                    | Philadelphia, PA     | PlanetUSA                         | 5                                 | Canada                            | 4 (nájezdy)                       |
| 1997/98 | Onondaga County War Memorial          | Syracuse, NY         | Canada                            | 11                                | PlanetUSA                         | 10                                |
| 1996/97 | Harbour Station                       | Saint John, NB       | World                             | 3                                 | Canada                            | 2 (nájezdy)                       |
| 1995/96 | Hersheypark Arena                     | Hershey, PA          | USA                               | 6                                 | Canada                            | 5                                 |
| 1994/95 | Providence Civic Center               | Providence, RI       | Canada                            | 6                                 | USA                               | 4                                 |
| 1959/60 | Eastern States Coliseum               | West Springfield, MA | Springfield Indians               | 8                                 | AHL All-Stars                     | 3                                 |
| 1958/59 | Hershey Sports Arena                  | Hershey, PA          | Hershey Bears                     | 5                                 | AHL All-Stars                     | 2                                 |
| 1957/58 | Rochester Community War Memorial      | Rochester, NY        | AHL All-Stars                     | 5                                 | Cleveland Barons                  | 2                                 |
| 1956/57 | Rhode Island Auditorium               | Providence, RI       | Providence Reds                   | 4                                 | AHL All-Stars                     | 0                                 |
| 1955/56 | Duquesne Gardens                      | Pittsburgh, PA       | AHL All-Stars                     | 4                                 | Pittsburgh Hornets                | 4                                 |
| 1954/55 | Hershey Sports Arena                  | Hershey, PA          | AHL All-Stars                     | 7                                 | Cleveland Barons                  | 3                                 |
| 1941/42 | Cleveland Arena                       | Cleveland, OH        | Východní konference               | 5                                 | Západní konference                | 4                                 |

## Návštěvnost v posledních letech
| Sezona  | Průměr                          | Nejvyšší návštěvnost z týmů     | Průměr v playoff                |
| ------- | ------------------------------- | ------------------------------- | ------------------------------- |
| 2005/06 | 5,488                           | Manchester Monarchs (8,612)     | 4,469                           |
| 2006/07 | 5,472                           | Hershey Bears (8,671)           | 4,390                           |
| 2007/08 | 5,270                           | Hershey Bears (8,770)           | 4,233                           |
| 2008/09 | 5,115                           | Hershey Bears (8,987)           | 5,046                           |
| 2009/10 | 5,100                           | Hershey Bears (9,520)           | 4,170                           |
| 2010/11 | 5,380                           | Hershey Bears (9,800)           | 4,613                           |
| 2011/12 | 5,638                           | Hershey Bears (9,872)           | 4,886                           |
| 2012/13 | 5,711                           | Hershey Bears (10,046)          | 4,403                           |
| 2013/14 | 5,402                           | Hershey Bears (9,664)           | 4,565                           |
| 2014/15 | 5,508                           | Hershey Bears (9,791)           | 4,360                           |
| 2015/16 | 5,982                           | Hershey Bears (9,790)           | 6,514                           |
| 2016/17 | 5,823                           | Hershey Bears (9,309)           | 6,022                           |
| 2017/18 | 5,904                           | San Diego Gulls (9,305)         | 5,727                           |
| 2018/19 | 5,799                           | San Diego Gulls (9,021)         | 6,137                           |
| 2019/20 | 5,537                           | Cleveland Monsters (9,043)      | nehráno                         |
| 2020/21 | návštěvy omezené kvůli pandemii | návštěvy omezené kvůli pandemii | návštěvy omezené kvůli pandemii |

## Individuální rekordy
Dělení individuálních rekordů v základní části podle kariéry, sezóny a utkání:

### Za kariéru
Góly: 523, Willie Marshall
Asistence: 825, Willie Marshall
Body: 1375, Willie Marshall
Trestné minuty: 4493, Dennis Bonvie
Zápasy: 1205, Willie Marshall
Vychytaná čistá konta: 50, Michael Leighton
Vychytaná vítězství: 359, Johny Bower

### Za sezonu
Góly: 70, Stephane Lebeau, Sherbrooke Canadiens (1988/89)
Asistence: 89, George "Red" Sullivan, Hershey Bears (1953/54)
Body: 138,Don Biggs, Binghamton Rangers (1992/93, 54g, 84a)
Trestné minuty: 551, Brian McGrattan, Binghamton Senators (2004/05)
Vychytaná čistá konta: 13, Jason LaBarbera, Hartford Wolf Pack (2003/04)
Vychytaná vítězství: 48, Gerry Cheevers, Rochester Americans (1964/65)

### Za utkání
Góly: čtyři hráči dokázali za utkání vsítit 6 branek
Asistence: 9, Art Stratton, Buffalo Bisons (17. března 1963 proti Pittsburgh Hornets)
Body: 9, Art Stratton, Buffalo Bisons (17. března 1963 proti Pittsburgh Hornets - 9a)
Trestné minuty: 64, Steve Parsons, Wilkes-Barre/Scranton Penguins (17. března 2002 proti Syracuse Crunch)

### Play Off
Hráčské rekordy v play off.

## Rekordní návštěva na utkání
6. ledna 2012 přišlo na utkání Adirondack Phantoms s Hershey Bears, které se hrálo pod širým nebem, 45 653 diváků. Utkání vyhráli Phantoms 4:3. Hrálo se na baseballovém stadionu ve Philadelphii. Potřetí po sobě se v rámci sezony hrálo utkání pod širým nebem.
V rámci play off je rekordem 20 103 diváků, kteří 10. června 2005 přišli na rozhodující čtvrté utkání finálové série Philadelphia Phantoms-Chicago Wolves.

## Síň slávy
Šestého ledna 2006 byla otevřena Síň slávy AHL, do které jsou uváděni bývalí významní hráči, trenéři a funkcionáři z historie soutěže. Celkově do ní bylo přijato zatím 64 osobností.

### Seznam členů
- 2006: Johnny Bower, Jack Butterfield, Jody Gage, Fred Glover, Willie Marshall, Frank Mathers, Eddie Shore.
- 2007: Bun Cook, Dick Gamble, Gil Mayer, Mike Nykoluk.
- 2008: Steve Kraftcheck, Noel Price, Tim Tookey.
- 2009: Jim Anderson, Bruce Boudreau, Les Cunningham, Louis Pieri.
- 2010: Macgregor Kilpatrick, John Paddock, Marcel Paille, Bill Sweeney.
- 2011: Maurice Podoloff, Larry Wilson, Harry Pidhirny, Mitch Lamoureux.
- 2012: Joe Crozier, Jack Gordon, John Stevens, Zellio Toppazzini.
- 2013: Harvey Bennett, Ken Gernander, Jim Morrison, Peter White.
- 2014: Bill Dineen, Al MacNeil, Bob Perreault, John Slaney.
- 2015: Frederic Cassivi, James C. Hendy, Bronco Horvath.
- 2016: Bruce Cline, Ralph Keller, Jean-Francois Labbe, Bruce Landon.
- 2017: Billy Dea, Bryan Helmer, Rob Murray, Doug Yingst.
- 2018: Jim Bartlett, Don Biggs, Brian Kilrea, Glen Merkosky.
- 2019: John Anderson, Don Cherry, Murray Eaves, Brad Smyth.
- 2020: Robbie Ftorek, Denis Hamel, Darren Haydar, Fred Thurier.
- 2021: David Andrews.